# نولان غاياني
نولان غاياني (الاسم العلمي:Nolana gayana) هو نوع نباتي يتبع جنس النولان من فصيلة الباذنجانية.